# کاروانسرای حاج آقا علی
کاروانسرای حاج آقا علی مربوط به دوره قاجار است و در کرمان، خیابان شریعتی، بازار حاج آقا علی (آهنگران قديم) واقع شده و این اثر در تاریخ ۲۵ اردیبهشت ۱۳۸۰ با شمارهٔ ثبت ۳۸۶۵ به‌عنوان یکی از آثار ملی ایران به ثبت رسیده است.
این کاروانسرا دو طبقه بوده و دارای 38 باب حجره است. کاروانسرا در ضلع شرقی بازار حاج آقاعلی و روبروی مسجد حاج آقاعلی واقع شده است.

## نگارخانه

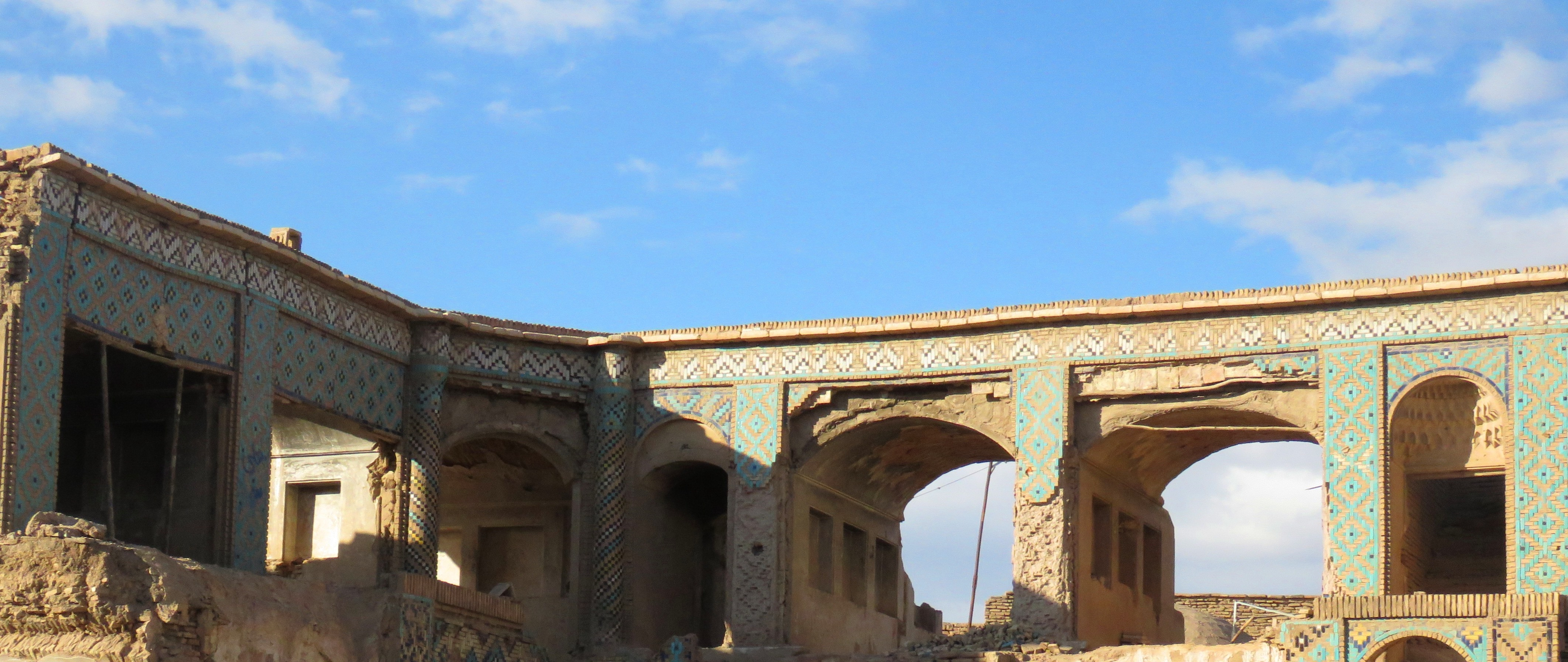
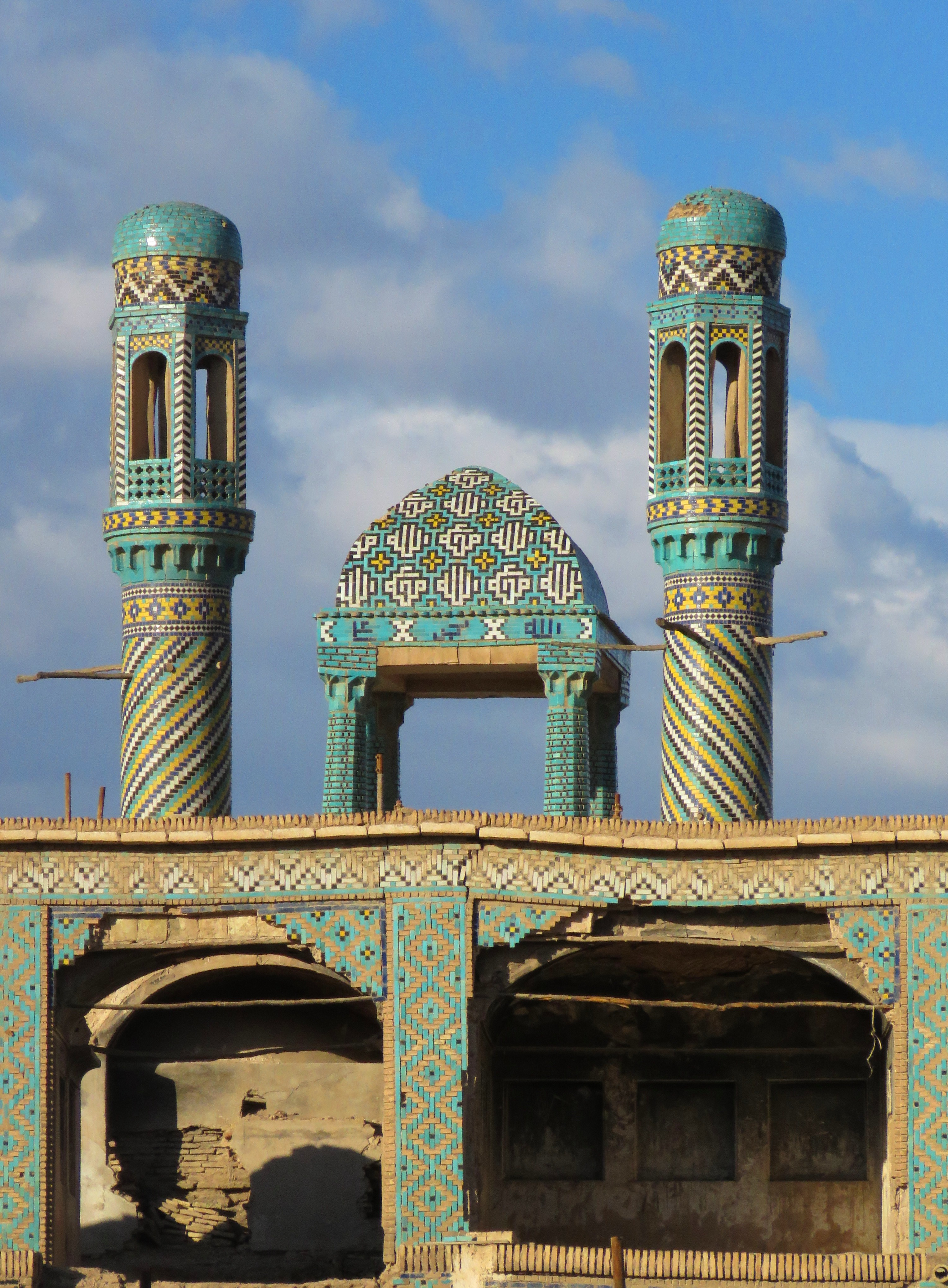